# Hippokoon
Hippokoon (gr. Ἱπποκόων) – w mitologii greckiej król Sparty, nieprawy syn Ojbalosa i nimfy Batei, starszy brat Tyndareosa i Ikariosa.
Po śmierci ojca zagarnął bezprawnie przeznaczoną Tyndareosowi władzę nad Spartą, a jego samego skazał na wygnanie. Miał dwunastu synów, Hippokoontydów, z którymi sprawował władzę na sposób tyrański. Kres ich rządom przyniósł dopiero Herakles, którego rozgniewali – Hippokoon odmawiając mu oczyszczenia po zabójstwie Ifitosa, Hippokoontydzi mordując towarzysza herosa, Ojonosa. Herakles zgromadził wówczas armię i pomaszerował na Spartę, zgładził władcę i jego synów, po czym przywrócił tron Tyndareosowi.